# Ákos Kertész
Ákos Kertész, född 18 juli 1932 i Budapest, död 7 december 2022, Montreal, var en ungersk författare. 
Han hade stor framgång med romanen Makra - en vanlig människa (1971), som utgjorde kritik mot arbetarnas trista liv i den realsocialistiska staten. Han tilldelades Kossuthpriset 2008. I augusti 2011 kritiserade han i hårda ordalag tillståndet i Ungern, bland annat för att man inte hade tagit på sig skuld för förintelsen i Ungern. Motreaktionen var stark och staden Budapest återkallade hans hedersmedborgarskap. Kertesz ansökte om politisk asyl i Kanada eftersom han ansåg sig vara hotad.

## Biografi
Kertesz tog examen i Budapest 1950, men blev ej antagen till universitetet på grund av sin borgerliga bakgrund. Han arbetade som plåtslagare i 12 år och under denna tid fullföljde han med hjälp av ett statligt stipendium sin utbildning vid ungerska folkbildningsfakulteten 1961 - 1966. Mellan 1966 och 1992 arbetade han som dramaturg och manusförfattare för Mafilm. Härifrån pensionerades han vid 60 års ålder, men höll fortfarande kontakten med filmvärlden och skrev flera manus utfrån såväl egen produktion som annan litteratur. Mellan 1994 och 1997 var han redaktör för tidskriften Élet és irodalom. 29 februari 2012 åkte han till Kanada och begärde asyl. Enligt egen utsago hade han sedan 29 augusti 2011, då amerikanske Népszava publicerade en artikel av honom, utsatts för hot och fysiska angrepp. Tidningen har sedermera tagit bort Kertész brev från sin webbplats. Trots att han är EU - medborgare och kunde därmed flytta varhelst inom EU gjorde han stor politisk poäng av att söka politisk asyl i Kanada. För detta blev han kritiserad i den ungerska dagspressen och bloggar, för att ha "gjort politisk poäng av sin sociala turism". Kertész har nämligen sålt av sin lägenhet och lösöre innan han enligt utsago flydde till Kanada.

## Arbete
Kertész var författare eller medförfattare till flera filmer och TV–produktioner. Hans dramatik sattes upp på teatrar i utlandet. Romanen Makra är översatt till 12 olika språk och har sålts i 1,2 miljoner exemplar världen över. Hans främsta romaner och teaterstycken speglade det ungerska samhället utifrån ungas och arbetarklassens synvinklar.

## Omtvistade verk
Ákos Kertész skapade mycket stor indignation i den ungerska offentligheten när han 29 augusti 2011 publicerade ett öppet brev i Amerikai Magyar Népszava.  I brevet skildrar han sin uppfattning av det ungerska folkets karaktär.  Andra ifrågasatte den etiska kompetensen hos de som antogs vara initiativtagare till reaktionerna på hans verk. 
| ”                                             | Ungraren är genetiskt underdånig. Attilla József har funnit ett svepskäl; ”bundna till sig själva i tusen år, likt en kärve smygare, eller följande order”. Men detta är inget svepskäl för att ungraren inte ska känna minsta samvetsskval ens för de tyngsta historiska försyndelserna, skyller allt på andra, pekar alltid på andra, vältrar sig lyckligt i diktaturens gyttjepöl, grymtar och frossar avfall och vill inte veta om att han ska till slakten. Kan eller vill varken studera eller arbeta utan bara avundas och om tillfälle ges mörda den som kommer någonstans med studier eller innovationer. I dag är det bara ungraren som är ensamt ansvarig för andre världskrigets hemskheter och förintelsen, eftersom det ungerska folket (till skillnad från den tyska), är den som varken har erkänt eller biktat sina synder eller visat ånger, eller lovat att aldrig mer, eller bett och bönat för syndernas förlåtelse. | „ |
| – Ákos Kertész. Nepszava.com, 29 augusti 2011 | |   |

Några dagar efter detta publicerade Ákos Kertész en kungörelse:  
| ” | Följande mening från min publikation i Amerikanska Népszava; ”Ungraren är genetiskt underdånig” – vill jag härvidlag rätta. Rätterligen så finns inte sådan mening. Det glädjer mig att höra, att i samband med ursäkten för förintelsen så blev jag rättad av andra. Med detta anser jag ärendet avslutat. | „ |

12 september uppmanade den ungerska regeringen Ákos Kertész att be om ursäkt . 21 september 2011 beslutade Budapest kommuns stadsfullmäktige på ett möte att dra tillbaka Ákos Kertész titel som hedersmedborgare, trots att stadgarna som reglerar titelns utdelning inte gav möjlighet för detta. Medborgarmötet den 14 december 2011 ändrade stadgarna och tog bort Kertész från hedersmedborgarnas lista .  
Jobbik gjorde en polisanmälan mot Ákos Kertész för hets mot folkgrupp. Anmälan avvisades dock av åklagarämbetet, eftersom uttalandet ansågs ligga inom ramen för yttrandefrihet. I ett uttalande betecknade Ákos Kertész sitt citat som metaforiskt; uttalandet skall ses estetiskt, inte vetenskapligt; ”ungraren lever och är utrustad med pinsamt underdåniga attityder för det mesta – givetvis är inte alla ungrare sådana; sådana galenskaper påstår jag inte”.